# Atemschutzunfall
Der Atemschutzunfall ist eine spezifische Notfallsituation, bei der ein oder mehrere Träger von Atemschutzgeräten zu Schaden kommen.

## Atemschutzunfälle bei den Feuerwehren
Immer wieder kommen Feuerwehreinsatzkräfte bei Einsätzen zu Schaden. Atemschutzeinsätze sind dabei in besonderem Maße gefährlich, da meist eine nur sehr begrenzte Anzahl von Einsatzkräften schwierige Aufgaben in einer Umgebung durchführen, die nur unter der richtigen Anwendung des Atemschutzes zu keinen gesundheitlichen Schäden führt. Schon der „normale“ Brandeinsatz birgt eine Vielzahl von Gefahren (beispielsweise giftiger und sichtbehindernder Brandrauch, Absturzgefahr oder Flash-Over-Gefahr).
Durch Befolgung der strengen Vorschriften für den Atemschutzeinsatz und der grundsätzlichen Benutzung von umluftunabhängigen Atemschutzgeräten wird eine Gefahr für die Atemwege wesentlich minimiert. Der Einsatz an sich birgt allerdings immer eine Gefahr zu verunfallen. Das Beachten der Einsatzgrundsätze minimiert aber auch diese Gefahren.

## Notruf
In Deutschland machen bei einem Atemschutzunfall die in Not geratenen Einsatzkräfte durch mehrmaliges Wiederholen des „Mayday“-Notrufes auf sich aufmerksam. Sobald dieser Notruf gehört wurde, muss sämtlicher Funkverkehr unterbrochen werden.
Der Aufbau dieses Notrufes ist seit 2002 auch in der Feuerwehr-Dienstvorschrift 7 beschrieben und hat seitdem Einzug in die Grund- und Führungsausbildung genommen.
Schema des Notrufes:
|                    | Inhalt                         | Beispiel                                                        |
| Kennwort           | Mayday, Mayday, Mayday         | Mayday, Mayday, Mayday                                          |
| Lage               | Hier <Trupp> <Standort> <Lage> | Hier 33-42-Angriffstrupp sind im 1. OG Truppkollege mit Luftnot |
| Gesprächsabschluss | Mayday - kommen                | Mayday - kommen                                                 |

## Faktoren für mehr Sicherheit
Folgende Maßnahmen sollen dazu beitragen, folgenschwere Unfälle zu vermeiden oder abzumildern:
- Strikte Einhaltung taktischer Grundsätze und Führungsstrukturen
- Tragen entsprechender Schutzbekleidung mit ausreichendem Schutz (Jacke und Hose nach EN 469 oder in Deutschland HuPF-Bekleidung nach Herstellungs- und Prüfungsbeschreibung für eine universelle Feuerwehrschutzbekleidung (HuPF)), sowie Flammschutzhaube
- praxisnahe Aus- und Fortbildung (z. B. unter einsatzähnlichen Bedingungen, Verhalten in Unfallsituation (sog. Atemschutznotfalltraining), Brandsimulation),
- ständiges sportliches Training bzw. Belastungsübungen
- regelmäßige ärztliche Kontrollen (in Deutschland nach der G26.III)
- Durchführung einer Atemschutzüberwachung (auch bei Übungen)
- Anschaffung und Nutzung von Totmannmeldern
- Vorhaltung und Training geeigneter Sicherheitstruppkonzepte

In vielen Ländern versucht man, die Sicherheit zu erhöhen. Die Wege und Anschauungen sind jedoch oft verschieden. So bestehen in Österreich Atemschutztrupps üblicherweise aus mindestens drei Einsatzkräften, da im Falle eines Unfalles einer Person zwei weitere notwendig sind, die verunfallte Person aus dem Gefahrenbereich zu bringen.
Manche Unfälle haben aber auch gezeigt, dass bei einem Unfall oft der gesamte Trupp betroffen ist (z. B. Rückweg abgeschnitten). Aus diesem Grund wird in Deutschland ein Vorgehen im 3-Mann-Trupp nach den gängigen Ausbildungs- und Dienstvorschriften abgelehnt, zumal es durchaus angezweifelt wird, ob ein 3-Mann-Trupp tatsächlich ein Mehr an Sicherheit darstellt.